# Foreign Narcotics Kingpin Designation Act
The Foreign Narcotics Kingpin Designation Act (del inglés: La Ley de Designación de Cabecillas de Narcóticos Extranjeros), también conocida como Ley de Cabecillas, se convirtió en ley mediante la promulgación de la Ley de Autorización de Inteligencia para el Año Fiscal 2000. El proyecto de ley de tráfico internacional de narcóticos de EE. UU. se presentó en la Cámara de Representantes de los Estados Unidos como HR 3164 el 28 de octubre de 1999. La legislación de la Ley Kingpin fue aprobada por un margen de trescientos ochenta y cinco a veintiséis (votación nominal 555, vía Clerk.House.gov) en la Cámara de Representantes de los Estados Unidos el 2 de noviembre de 1999.
La Ley H.R.1555 del Congreso fue aprobada por la 106a sesión del Congreso de los Estados Unidos y promulgada por el 42° presidente de los Estados Unidos, Bill Clinton, el 3 de diciembre de 1999.

## Propósito de Acto
Según la Casa Blanca, "su propósito es negar a los narcotraficantes extranjeros importantes, sus negocios relacionados y sus agentes el acceso al sistema financiero de los Estados Unidos y prohibir todo comercio y transacciones entre los traficantes y las empresas e individuos estadounidenses. La Ley Kingpin autoriza El presidente debe tomar estas medidas cuando determina que una persona extranjera juega un papel importante en el tráfico internacional de estupefacientes. El Congreso modeló la Ley Kingpin sobre el programa de sanciones efectivas que la Oficina de Control de Activos Extranjeros del Departamento del Tesoro ('OFAC') administra contra los cárteles de la droga colombianos de conformidad con la Orden Ejecutiva 12978 emitida en octubre de 1995 ('Orden Ejecutiva 12978') bajo la autoridad de la Ley de Poderes Económicos de Emergencia Internacional ('IEEPA') ".

## Ejecución de acto

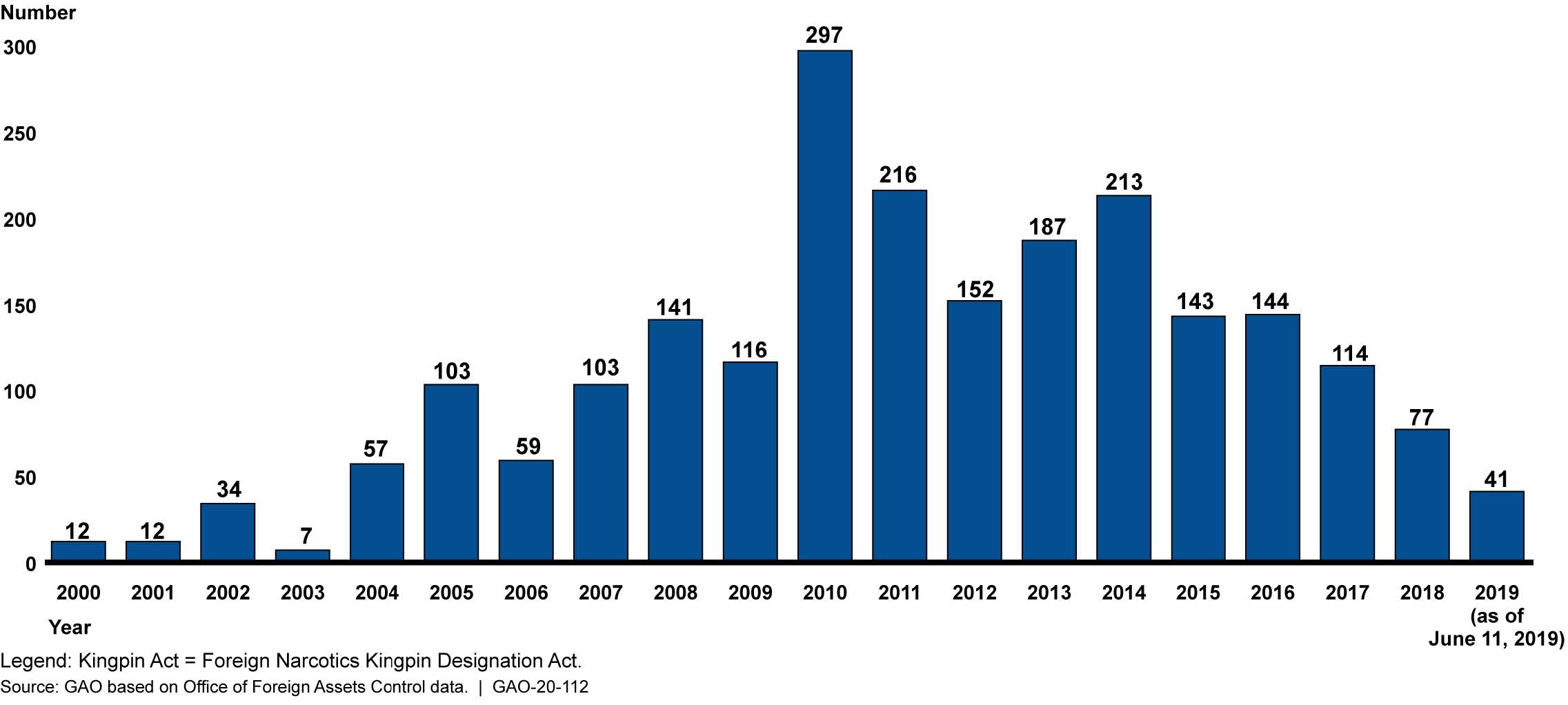
Designaciones de la Ley Kingpin, 2000-2019

The New York Times ha dicho que Estados Unidos ha utilizado la ley para perseguir a decenas de organizaciones criminales involucradas en narcóticos en todo el mundo. También escribió que, "La ley permite al Departamento del Tesoro congelar los activos de los cárteles que se encuentran en las jurisdicciones de los Estados Unidos y procesar a los estadounidenses que ayudan a los cárteles a manejar su dinero".
El 7 de octubre de 2015, el Banco Continental hondureño fue la primera vez que se utilizó la ley contra un banco fuera de los Estados Unidos.
Emisión de un fallo de infracción a BBVA Compass. El 27 de julio de 2016, la OFAC emitió un Fallo de Violación a Compass Bank, que usa el nombre comercial BBVA Compass ("Compass"), por violaciones de las Regulaciones de Sanciones de Kingpin de Narcóticos Extranjeros, 31 C.F.R. parte 598 (FNKSR). Debido a un error técnico con cierto software de filtrado, Compass, sin saberlo, mantuvo cuentas en nombre de dos personas en la Lista de nacionales especialmente designados y personas bloqueadas de la OFAC (la "Lista SDN"). Aunque la OFAC encontró que Compass estaba técnicamente en violación, no se produjeron transacciones de las cuentas durante el tiempo que las personas estuvieron en la lista SDN.